# Browar Konstancin
Browar Konstancin Sp. z o.o. – browar regionalny w Oborach pod Konstancinem-Jeziorną działający w latach 1992–2013.

## Opis
W latach 1992–2013 kilkakrotnie następowały w nim zmiany właścicielskie. W 2013 roku nabyła go spółka Browar Gontyniec (obecnie Browar Czarnków). Zdecydowała się ona zakończyć produkcję, a instalację browarniczą przenieść do nowo powstającego zakładu piwowarskiego w Kamionce.
Produkty Browaru Konstancin były dostępne przede wszystkim w Warszawie i jej okolicach, a w ostatnich latach działalności w wielu hipermarketach na terenie całego kraju oraz w wagonach gastronomicznych Warsu.

## Produkty
Lager
- Konstancin Bardzo Mocne
- Konstancin Dawne Niepasteryzowane
- Konstancin Jasne Pełne
- Konstancin Lekki
- Konstancin Mazowieckie Mocne
- Konstancin Mazowieckie
- Konstancin Mazowieckie Niepasteryzowane
- Konstancin Mocny
- Konstancin Warszawiak Mocny
- Konstancin Starodawne
- Konstancin Zdrojowe
- Konstancin Zdrojowe Niepasteryzowane

Piwo ciemne
- Konstancin Czarny Dąb

Piwo żytnie
- Konstancin Żytnie

Piwo pszeniczne
- Konstancin pszeniczne